# Coronigonalia evexa
Coronigonalia evexa är en insektsart som beskrevs av Young 1977. Coronigonalia evexa ingår i släktet Coronigonalia och familjen dvärgstritar. Inga underarter finns listade i Catalogue of Life.